# Médium (programa de televisión)
Médium es un programa de telerrealidad de Televisión Nacional de Chile que fue estrenado el 25 de julio de 2012 a las 23:10 h. En cada uno de los doce capítulos que componen la primera temporada, el médium argentino Sebastián Lía ayuda a dos o tres personas a comunicarse con sus seres queridos fallecidos.
Entre los que acuden a las sesiones de Sebastián Lía hay personajes conocidos en Chile, como el presentador de televisión Nicolás Larraín y los cantantes Irene Llano y DJ Méndez. También se abordan algunos casos de relevancia nacional, como el de una mujer que falleció en el tsunami que sucedió al terremoto de Chile de 2010.

## Casos
| 1 | Nicolás Inda, jinete fallecido en mayo de 2011 a causa de un accidente en el Club Hípico de Santiago. |
| 2 | Inger Céspedes, mujer que murió dos días después de dar a luz a su hija.                              |

| 1 | Antonio Quezada, joven de diecinueve años que murió el 8 de diciembre de 2010 en el incendio de la cárcel de San Miguel.                    |
| 2 | Iris Vercelli, madre de la cantante Irene Llano, quien falleció calcinada al incendiarse la cocina de su departamento el 9 de mayo de 2011. |

| 1 | Rebeca Ghigliotto, actriz chilena fallecida el 20 de septiembre de 2003 a causa de un cáncer. Fueron sus tres hijas quienes acudieron al médium para contactarse con ella. |
| 2 | Priscilla Rojas, fallecida en Constitución durante el tsunami provocado por el terremoto de febrero de 2010.                                                               |

| 1 | Valentina Castillo, joven de quince años que murió tres meses después de haber sido diagnosticada con una enfermedad cerebral. |
| 2 | Pamela Farías, mujer que se suicidó.                                                                                           |

| 1 | Fernando Larraín, mago y padre de los animadores de televisión Fernando y Nicolás Larraín, fallecido en junio de 2011. |
| 2 | María Ester Fontaine, su hija sin poder despedirse tenía la necesidad de saber de ella.                                |

## Cuestionamientos
Este proyecto, original de Sebastián Lía, quien también es publicista y productor de televisión, había sido desarrollado por el canal de cable Vía X en 2010 con el nombre Yo veo, pero nunca fue emitido. Según Paulo Venegas, gerente de programación de Televisión Interactiva S.A., empresa dueña de Vía X, el espacio fue desechado porque Lía solo logró conectarse con espíritus en dos casos de treinta que se grabaron. De acuerdo a Guillermo Helo, director de Médium en TVN, Sebastián Lía logra conexiones en un 30% o 40% de los casos.
En octubre de 2012, la Asociación Escéptica de Chile publicó un artículo cuestionando las supuestas capacidades de Sebastián Lía. En el texto se aseguró que, entre las artimañas que utilizaba para adivinar el pasado de las personas, están la lectura en frío, la lectura en caliente y la reescritura de la historia. La primera técnica consiste en obtener información al observar los gestos y el lenguaje corporal de la persona. El segundo método se basa en los conocimientos previos de la persona. Y el tercer truco consiste en reafirmar información que la propia persona aportó cuando el «adivino» comete un error, generando la sensación de que siempre estuvo en lo correcto.

## Audiencia
| Episodio | Fecha        | Horario (hora chilena) | Puntos     | Lugar en la sintonía del día                         | Fuente |
| -------- | ------------ | ---------------------- | ---------- | ---------------------------------------------------- | ------ |
| 1        | 25 de julio  | 23:07 - 00:05          | 15         | Séptimo                                              | [ 11 ] |
| 2        | 2 de agosto  | Sin datos.             | Sin datos. | No fue uno de los diez programas más vistos del día. | [ 12 ] |
| 3        | 8 de agosto  | Sin datos.             | Sin datos. | No fue uno de los diez programas más vistos del día. | [ 13 ] |
| 4        | 15 de agosto | Sin datos.             | Sin datos. | No fue uno de los diez programas más vistos del día. | [ 14 ] |